# Albin Dunajewski
Albin Dunajewski herbu Sas (ur. 1 marca 1817 w Stanisławowie, zm. 18 czerwca 1894 w Krakowie) – polski duchowny rzymskokatolicki, biskup diecezjalny krakowski w latach 1879–1894, kardynał prezbiter od 1890.

## Życiorys
Urodził się w rodzinie o tradycjach szlacheckich jako syn Szymona i Antoniny z Błażowskich. Był starszym bratem Juliana, późniejszego profesora ekonomii i rektora Uniwersytetu Jagiellońskiego oraz ministra skarbu Austrii. Był krewnym Zofii Macharskiej, matki kardynała Franciszka Macharskiego.
Po uzyskaniu świadectwa dojrzałości w C.K. gimnazjum w Nowym Sączu i czteroletnich, przerwanych studiach w seminarium duchownym ukończył studia na Wydziale Prawa Uniwersytetu Franciszkańskiego we Lwowie. Za działalność w organizacjach niepodległościowych sąd austriacki skazał go na karę śmierci, którą zamieniono na 8 lat tzw. twierdzy (1844/1845). Uzyskawszy amnestię w 1848, podjął pracę w sądownictwie.
Po śmierci narzeczonej wstąpił do Arcybiskupiego Seminarium Duchownego w Krakowie, gdzie w 1861 otrzymał święcenia kapłańskie. W 1862 powołano go na stanowisko rektora Seminarium Archidiecezjalnego w Warszawie. Na przełomie lat 1864/1865 sprawował funkcję wikariusza parafii Wszystkich Świętych w Rudawie. Do Krakowa wrócił w 1865 i sprawował tam różne funkcje duszpasterskie i kurialne. W 1877 otrzymał godność prałata papieskiego.
W 1879 został prekonizowany biskupem diecezjalnym diecezji krakowskiej. Sakrę biskupią przyjął 8 czerwca 1879 w Krakowie z rąk nuncjusza w Austrii Lodovica Jacobiniego. 8 września 1883 koronował obraz Matki Bożej Piaskowej w kościele karmelitów w Krakowie (pierwsza koronacja obrazu w diecezji krakowskiej), a następnie w 1887 ukoronował obraz Matki Bożej Kalwaryjskiej. Od cesarza Franciszka Józefa I uzyskał w 1889 dla siebie i następców tytuł książęcy. W 1890 został kreowany przez papieża Leona XIII kardynałem, prezbiterem Ss. Vitale, Valeria, Gervasio e Protasio.
Został pochowany w katedrze na Wawelu, pod konfesją św. Stanisława.
Pamiętnikarka Maria Kietlińska wspominała Albina Dunajewskiego jeszcze przed wstąpieniem do stanu duchownego: „Albin Dunajewski, sekretarz hr. Adama Potockiego, częstym i zawsze mile widzianym był gościem w domu moich rodziców. Był to człowiek wielce sympatyczny, rozumny, łagodnego usposobienia, przy tym wesoły, jakiś dziwnie jasny i szczery; pięknej był postawy, blondyn z ładną, pełną brodą, o cerze świeżej a delikatnej”. Autorka przytacza również dramatyczne okoliczności podjęcia ostatecznej decyzji o karierze duchownej (jedna narzeczona zmarła śmiercią samobójczą, druga na tyfus) oraz kilka anegdot z życia Dunajewskiego już jako biskupa (m.in. unikanie korzystania z karety).
W listopadzie 1900 w katedrze wawelskiej w południowym ramieniu ambitu umieszczono pomnik. Jego podstawę tworzy obramienie z czerwonego marmuru obejmujące płytę z brązu z napisem. Nad nią umieszczono popiersie kardynała z białego marmuru autorstwa Mieczysława Leona Zawiejskiego podarowane przez dyrektora Kasy Oszczędności Ślęka.
Jego imię nosi jedna z ulic w podkrakowskiej Rudawie.